# S/2021 J 3
S/2021 J 3 är en av Jupiters månar. Den upptäcktes år 2021 av Scott S. Sheppard. S/2021 J 3 är cirka 2 kilometer i diameter och roterar kring Jupiter på ett avstånd av cirka 21 553 000 kilometer.
S/2021 J 3 har ännu inte fått något officiellt namn.